# Tournoi de clôture du championnat du Chili de football 2015
Navigation
Tournoi précédent Tournoi suivant
Le tournoi de clôture de la saison 2015 du Championnat du Chili de football est le second tournoi de la quatre-vingt-deuxième édition du championnat de première division au Chili. 
La saison sportive est scindée en deux tournois saisonniers, Ouverture et Clôture, qui décernent chacun un titre de champion. Le fonctionnement de chaque tournoi est le même : l'ensemble des équipes est regroupé au sein d'une poule unique où elles affrontent les autres clubs une seule fois. Le vainqueur du tournoi de Clôture se qualifie pour la Copa Libertadores 2015 et est protégé de la relégation en fin de saison. Les équipes classées de la 2e à la 5e place s'affrontent lors de la Liguilla, qui attribue une place en Copa Sudamericana pour le vainqueur.
La relégation est décidée à l'issue du tournoi de Clôture. Un classement cumulé des deux tournois est effectué. Afin de permettre le passage du championnat à seize équipes à partir du prochain tournoi, les trois derniers de ce classement sont relégués et remplacés par le champion de Segunda Division, la deuxième division chilienne.
C'est le Club de Deportes Cobresal qui remporte le tournoi après avoir terminé en tête du classement final, avec deux points d’avance sur Colo Colo et trois sur le Club Deportivo Huachipato. C'est le tout premier titre de champion du Chili de l'histoire du club.

## Les clubs participants
| - Colo Colo - CDU Católica - CF Universidad de Chile - Club de Deportes Iquique - Club de Deportes Antofagasta - Club de Deportes Cobreloa - Club Deportivo Huachipato - Unión La Calera - Club Deportivo O'Higgins | - Club de Deportes Cobresal - Unión Española - Audax Italiano - Club Deportivo Palestino - Deportivo Ñublense - Athletic Club Barnechea - CD Santiago Wanderers - CD Universidad de Concepción - CD San Marcos de Arica |

## Compétition
Le barème utilisé pour établir le classement est le suivant :
- Victoire : 3 points
- Match nul : 1 point
- Défaite : 0 point

### Phase régulière

#### Classement
| Rang | Équipe                       | Pts | J  | G  | N | P  | Bp | Bc | Diff |
| ---- | ---------------------------- | --- | -- | -- | - | -- | -- | -- | ---- |
| 1    | Club de Deportes Cobresal    | 34  | 17 | 10 | 4 | 3  | 29 | 20 | +9   |
| 2    | Colo-Colo                    | 32  | 17 | 10 | 2 | 5  | 32 | 21 | +11  |
| 3    | Club Deportivo Huachipato    | 31  | 17 | 9  | 4 | 4  | 29 | 28 | +1   |
| 4    | CDU Católica                 | 29  | 17 | 8  | 5 | 4  | 40 | 31 | +9   |
| 5    | Unión La Calera              | 27  | 17 | 8  | 3 | 6  | 33 | 26 | +7   |
| 6    | CD Universidad de Concepción | 27  | 17 | 8  | 3 | 6  | 27 | 26 | +1   |
| 7    | CF Universidad de ChileT     | 26  | 17 | 8  | 2 | 7  | 36 | 27 | +9   |
| 8    | CD San Marcos de AricaP      | 24  | 17 | 6  | 6 | 5  | 26 | 19 | +7   |
| 9    | Club Deportivo O'Higgins     | 24  | 17 | 6  | 6 | 5  | 21 | 23 | -2   |
| 10   | Unión Española               | 23  | 17 | 6  | 5 | 6  | 20 | 23 | -3   |
| 11   | Audax Italiano               | 21  | 17 | 5  | 6 | 6  | 23 | 24 | -1   |
| 12   | Club de Deportes Iquique     | 21  | 17 | 6  | 3 | 8  | 27 | 30 | -3   |
| 13   | Club de Deportes Antofagasta | 20  | 17 | 6  | 2 | 9  | 25 | 27 | -2   |
| 14   | Club de Deportes Cobreloa    | 19  | 17 | 6  | 4 | 7  | 22 | 23 | -1   |
| 15   | Deportivo Ñublense           | 19  | 17 | 5  | 4 | 8  | 19 | 21 | -2   |
| 16   | Club Deportivo Palestino     | 19  | 17 | 5  | 4 | 8  | 26 | 34 | -8   |
| 17   | CD Santiago Wanderers        | 17  | 17 | 4  | 5 | 8  | 21 | 26 | -5   |
| 18   | AC BarnecheaP                | 8   | 17 | 2  | 2 | 13 | 13 | 40 | -27  |

|  | Qualification pour la Copa Libertadores 2016      |
|  | Qualification pour la Liguilla                    |
|  | T : Tenant du titre P : Promu de Segunda Division |

### Liguilla
Le vainqueur de la Liguilla se qualifie pour la Copa Sudamericana 2015.
|  | Demi-finales                   | Demi-finales     | Demi-finales |                            |   | Finale | Finale | Finale |  |
|  |                                |                  |              |                            |   |        |        |        |  |
|  | 14 et 16 décembre 2014         |                  |              |                            |   |        |        |        |  |
|  |                                |                  |              |                            |   |        |        |        |  |
|  | (8) CD San Marcos de Arica tab | 1                | 1 (4)        |                            |   |        |        |        |  |
|  | (8) CD San Marcos de Arica tab | 1                | 1 (4)        | 19 et 22 décembre 2014     |   |        |        |        |  |
|  | (5) Unión La Calera            | 1                | 1 (2)        |                            |   |        |        |        |  |
|  | (5) Unión La Calera            | 1                | 1 (2)        | (8) CD San Marcos de Arica | 3 | 1 (5)  |        |        |  |
|  | 14 et 16 décembre 2014         |                  |              | (8) CD San Marcos de Arica | 3 | 1 (5)  |        |        |  |
|  |                                | (4) CDU Católica | 3            | 1 (5)                      |   |        |        |        |  |
|  | (9) Club Deportivo O'Higgins   | (4) CDU Católica | 3            | 1 (5)                      | 2 | 1      |        |        |  |
|  | (9) Club Deportivo O'Higgins   |                  |              |                            | 2 | 1      |        |        |  |
|  | (4) CDU Católica               | 2                | 3            |                            |   |        |        |        |  |

### Classement cumulé
| Rang | Équipe                        | Pts | J  | G  | N  | P  | Bp | Bc | Diff |
| ---- | ----------------------------- | --- | -- | -- | -- | -- | -- | -- | ---- |
| 1    | Colo-Colo                     | 73  | 34 | 23 | 4  | 7  | 66 | 32 | +34  |
| 2    | CF Universidad de Chile       | 70  | 34 | 22 | 4  | 8  | 73 | 40 | +33  |
| 3    | CD Santiago Wanderers         | 60  | 34 | 18 | 6  | 10 | 52 | 40 | +12  |
| 4    | Club Deportivo Huachipato     | 57  | 34 | 17 | 6  | 11 | 59 | 53 | +6   |
| 5    | Club de Deportes Cobresal     | 51  | 34 | 14 | 9  | 11 | 53 | 50 | +3   |
| 6    | Club Deportivo Palestino      | 50  | 34 | 15 | 5  | 14 | 54 | 55 | -1   |
| 7    | Unión La Calera               | 49  | 34 | 14 | 7  | 13 | 58 | 48 | +10  |
| 8    | Unión Española                | 48  | 34 | 14 | 6  | 14 | 42 | 47 | -5   |
| 9    | Club Deportivo O'Higgins      | 47  | 34 | 12 | 11 | 11 | 48 | 48 | 0    |
| 10   | CDU Católica                  | 46  | 34 | 13 | 7  | 14 | 60 | 56 | +4   |
| 11   | CD Universidad de ConcepciónC | 45  | 34 | 12 | 9  | 13 | 45 | 49 | -4   |
| 12   | Audax Italiano                | 44  | 34 | 11 | 11 | 12 | 49 | 45 | +4   |
| 13   | CD San Marcos de AricaP       | 42  | 34 | 11 | 9  | 14 | 38 | 40 | -2   |
| 14   | Deportivo Ñublense            | 38  | 34 | 10 | 8  | 16 | 40 | 50 | -10  |
| 15   | Club de Deportes Iquique      | 37  | 34 | 9  | 10 | 15 | 49 | 61 | -12  |
| 16   | Club de Deportes Antofagasta  | 36  | 34 | 10 | 6  | 18 | 38 | 52 | -14  |
| 17   | Club de Deportes Cobreloa     | 30  | 34 | 9  | 6  | 19 | 41 | 62 | -21  |
| 18   | AC BarnecheaP                 | 28  | 34 | 8  | 4  | 22 | 29 | 66 | -37  |

|  | Qualification pour la Copa Sudamericana 2015                                     |
|  | Relégation en seconde division                                                   |
|  | T : Tenant du titre C : Vainqueur de la Copa Chile P : Promu de Segunda Division |

- Colo-Colo et CF Universidad de Chile ne peuvent pas se qualifier pour la Copa Sudamericana 2015 car ils sont déjà engagés en Copa Libertadores. CD Santiago Wanderers est quant à lui déjà qualifié pour la Copa Sudamericana 2015 grâce à sa place de finaliste de la Liguilla pré-Libertadores.

## Bilan du tournoi
| Championnat du Chili de football 2015 |                                       |
| Champion                              | Club de Deportes Cobresal (1er titre) |
| Coupes et trophées                    |                                       |
| Vainqueur de la Coupe du Chili 2015   | CD Universidad de Concepción          |
| Qualifications continentales          |                                       |
| Copa Libertadores 2016                | Club de Deportes Cobresal             |
| Copa Sudamericana 2015                | CDU Católica                          |
| Copa Sudamericana 2015                | Club Deportivo Huachipato             |
| Copa Sudamericana 2015                | CD Universidad de Concepción          |
| Promotions et relégations             |                                       |
| Promus en Primera División            | CD San Luis de Quillota               |
| Relégués en Segunda División          | Deportivo Ñublense                    |
| Relégués en Segunda División          | Club de Deportes Cobreloa             |
| Relégués en Segunda División          | AC Barnechea                          |